# Hossein Sharang
Hossein Sharang, né en 1959, est un poète québécois d'origine iranienne.

## Biographie
Né en 1959 à Jiroft, en Iran, Hossein Sharang publie son premier recueil de poésie alors qu'il n'a que dix-neuf ans. Il fuit la République Islamique d'Iran où la répression des poètes est bien réelle depuis la révolution islamique; ce fut malheureusement le sort réservé à son compatriote Saïd Soltanpoor qui fut assassiné. Hossein Sharang part s'installer à Montréal en 1983,.
Dans le cadre du Festival international de littérature de 2008, le poète participe au Cabaret des mots qui sonnent, une soirée « multilingue et multiculturelle» avec, entre autres, Samian, Ivy et Raôul Duguay. En 2009, il est accueilli par la résidence d'écrivains de l'Institut canadien du Québec. L'année suivante, en 2010, il participe aux Nuits de la poésie du Festival de la poésie de Montréal aux côtés de Michèle Lalonde, Joséphine Bacon, Hélène Dorion et bien d'autres. En 2018, il participe à Langues liées, un spectacle collectif qui souhaite illustrer le multilinguisme de la ville de Montréal en réunissant des artistes de toutes les langues. Ceux-ci sont invités à partager dans leur langue maternelle, une langue apprise ou autre.
L'artiste considère qu'il a deux sortes de poésie : « une poésie "de jour" et une poésie de mystère », l'une humoristique et engagée, la seconde à l'image de l'exil et de la censure qu'il a connu en Iran.
Ses poèmes paraissent au Québec dans des revues telles que Brèves littéraires, Nuit blanche, Liberté et Estuaire, mais aussi « dans divers périodiques en Iran, en Suède et au Royaume-Uni, au Canada, aux États-Unis, en République fédérale allemande ». Il est également mentionné dans diverses anthologies de poésie iranienne. Sa poésie est traduite en français, en allemand et en suédois.
Il écrit et récite dans sa langue maternelle, le farsi (ou persan),.

## Œuvres

### Poésie
- Le tumulte du matin, Téhéran, Éditions Azadi, 1978.
- Sur la tablette du vent, et autres poèmes, Allemagne, Éditions Navid, 1989, 202 p.
- L'hymne à la danseuse, Allemagne, Éditions Navid, 1991.
- Je deviens l'univers, édition bilingue, Suède, Édition Roya, 1995.
- De l'étrange habitude de vivre, Allemagne, Éditions Navid, 2001.
- Montagnes fugitives, traduction de Bahman Sadighi et Gilles Cyr, Montréal, Éditions du Noroît, coll. « Latitude », 2003, 100 p.  (ISBN 2-89018-512-5).
- Livre sauvage, traduction de Houman Zolfaghari, Montréal, Éditions du Noroît, 2009, 125 p.  (ISBN 978-2-89018-669-9).

## Prix et honneurs
- 2009 : écrivain en résidence de l'Institut canadien du Québec[5]